# Eriostethus bifasciatus
Eriostethus bifasciatus là một loài tò vò trong họ Ichneumonidae.